# Syzeton abnormis
Syzeton abnormis is een keversoort uit de familie schijnsnoerhalskevers (Aderidae). De wetenschappelijke naam van de soort werd in 1869 gepubliceerd door King.